# Rodrigo Mendoza
Rodrigo Mendoza Martínez-Moyá (Molina de Segura, España, 15 de marzo de 2005) es un futbolista español que se desempeña como centrocampista en el Elche C. F. de la Segunda División de España.

## Trayectoria
Nacido en la localidad murciana de Molina de Segura, se forma en la E. F. Altorreal, E. F. San Miguel y Ranero C. F. antes de unirse al fútbol base del Elche C. F. en 2019.
Debuta con el filial ilicitano el 16 de octubre de 2021 al entrar como suplente en la segunda mitad de una goleada por 4-0 frente a la U. D. Benigànim en la Tercera División RFEF.Logra debutar con el primer equipo el 12 de noviembre de 2022 al entrar como suplente en los minutos finales de una victoria por 0-3 frente al C. D. L'Alcora en la Copa del Rey.Doce días después, renueva su contrato con el club hasta 2026.
Su debut profesional llega el 30 de septiembre de 2023 cuando entra como suplente en la segunda mitad de un empate por 0-0 frente al Levante U. D. en la Segunda División.

## Selección nacional
Representó a la selección de fútbol de España con los equipos sub-17y sub-18.

## Estadísticas

### Clubes
Actualizado al último partido disputado el 9 de febrero de 2025.
| Club                 | Div.          | Temporada     | Liga  | Liga  | Liga   | Copas nacionales | Copas nacionales | Copas nacionales | Torneos internacionales | Torneos internacionales | Torneos internacionales | Total | Total | Total  |
| Club                 | Div.          | Temporada     | Part. | Goles | Asist. | Part.            | Goles            | Asist.           | Part.                   | Goles                   | Asist.                  | Part. | Goles | Asist. |
| -------------------- | ------------- | ------------- | ----- | ----- | ------ | ---------------- | ---------------- | ---------------- | ----------------------- | ----------------------- | ----------------------- | ----- | ----- | ------ |
| Elche C. F. · España | 1.ª           | 2022-23       | –     | –     | –      | 1                | 0                | 0                | –                       | –                       | –                       | 1     | 0     | 0      |
| Elche C. F. · España | 2.ª           | 2023-24       | 23    | 1     | 0      | 3                | 1                | 0                | –                       | –                       | –                       | 26    | 2     | 0      |
| Elche C. F. · España | 2.ª           | 2024-25       | 16    | 1     | 2      | 3                | 1                | 0                | –                       | –                       | –                       | 19    | 2     | 2      |
| Elche C. F. · España | Total club    | Total club    | 39    | 2     | 2      | 7                | 2                | 0                | –                       | –                       | –                       | 46    | 4     | 2      |
| Total carrera        | Total carrera | Total carrera | 39    | 2     | 2      | 7                | 2                | 0                | –                       | –                       | –                       | 46    | 4     | 2      |

### Selecciones
Actualizado al último partido disputado el 22 de febrero de 2024.
| Selección       | Temporada     | Amistosos | Amistosos | Amistosos | Europeo | Europeo | Europeo | Mundial | Mundial | Mundial | Total | Total | Total  |
| Selección       | Temporada     | Part.     | Goles     | Asist.    | Part.   | Goles   | Asist.  | Part.   | Goles   | Asist.  | Part. | Goles | Asist. |
| --------------- | ------------- | --------- | --------- | --------- | ------- | ------- | ------- | ------- | ------- | ------- | ----- | ----- | ------ |
| Sub-17 · España | 2022          | 2         | 0         | 0         | 2       | 0       | 0       | 2       | 1       | 0       | 6     | 1     | 0      |
| Sub-17 · España | Total sel.    | 2         | 0         | 0         | 2       | 0       | 0       | 2       | 1       | 0       | 6     | 1     | 0      |
| Sub-18 · España | 2022          | 2         | 0         | 0         | —       | —       | —       | —       | —       | —       | 2     | 0     | 0      |
| Sub-18 · España | Total sel.    | 2         | 0         | 0         | —       | —       | —       | —       | —       | —       | 2     | 0     | 0      |
| Sub-19 · España | 2024          | 3         | 0         | 1         | —       | —       | —       | —       | —       | —       | 3     | 0     | 0      |
| Sub-19 · España | Total sel.    | 3         | 0         | 1         | —       | —       | —       | —       | —       | —       | 3     | 0     | 1      |
| Total carrera   | Total carrera | 7         | 0         | 1         | 2       | 0       | 0       | 2       | 1       | 0       | 11    | 1     | 1      |
| 1. 2.           |               |           |           |           |         |         |         |         |         |         |       |       |        |